# Romrod
Romrod est une municipalité allemande située dans le land de la Hesse et l'arrondissement de Vogelsberg.

## Jumelage
Romrod est jumelée avec les sept communes françaises du canton de Jumilhac-le-Grand depuis 1990.